# Чорноморець-2 (Одеса)
«Чорноморець-2» — українська футбольна команда з міста Одеси. Фарм-клуб команди «Чорноморець» (Одеса). Розформований 2012 року. У 2019 році відновлений.

## Історія
Команда була створена 1992 року на базі резервного складу «Чорноморця», який виступав у змаганнях дублерів чемпіонату СРСР, і заявлена до першої ліги, з якої відразу вилетіла. 1995 року, після того як «Чорноморець-2» вилетів і з другої ліги, команду було розформовано, а 1999 року — відроджено на базі СК «Одеса».
Улітку 2004 року, після введення турніру дублюючих складів у вищій лізі, став аматорською командою і почав брати участь у міських змаганнях та у турнірі дублюючих складів. Його місце в другій лізі зайняла команда «Реал» (Одеса).
Після вильоту основного клубу «Чорноморець» (Одеса) до першої ліги за підсумками сезону 2009/2010 років фарм-клуб знову заявився у другій лізі.
7 січня 2012 року за рішенням керівництва та тренерів клубу «Чорноморець» команду «Чорноморець-2» було розформовано, так як зі спортивної точки зору її існування втратило сенс. До того часу основна команда вже півроку мала представника в молодіжному чемпіонаті. Частину гравців «Чорноморець-2» перевели до молодіжного складу клубу «Чорноморець», з деякими розірвав контракти за згодою обох сторін, а деяким футболістам надали можливість перейти в «Чорноморець-3», який виступає на першості міста. Тренери «Чорноморця-2» продовжили роботу в клубі на інших посадах.
Влітку 2019 року, після вильоту основної команди з УПЛ, керівництвом клубу було прийнято рішення відновити другу команду. Проте через фінансові проблеми власника клубу Леоніда Клімова та пандемію коронавірусу у 2020 клуб може знову припинити своє існування.

## Відомі футболісти
- Тимерлан Гусейнов
- Олександр Згура
- Дмитро Євстафієв
- Віталій Руденко
- Ілля Галюза
- Ігор Покаринін
- Вадим Деонас

## Усі сезони в незалежній Україні
| Сезон          | Чемпіонат     | Чемпіонат  | Чемпіонат | Чемпіонат | Чемпіонат | Чемпіонат | Чемпіонат | Чемпіонат | Кубок       | Кубок | Кубок | Кубок | Кубок | Кубок | Кубок | Примітка     |
| Сезон          | Ліга          | Місце      | І         | В         | Н         | П         | М         | О         | Етап        | І     | В     | Н     | П     | М     | О     | Примітка     |
| -------------- | ------------- | ---------- | --------- | --------- | --------- | --------- | --------- | --------- | ----------- | ----- | ----- | ----- | ----- | ----- | ----- | ------------ |
| 1992           | Перша Група Б | 14 з 14    | 26        | 0         | 4         | 22        | 14−55     | 4         | —           | —     | —     | —     | —     | —     | —     | Пониження    |
| 1992/93        | Друга         | 16 з 18    | 34        | 8         | 11        | 15        | 36−43     | 27        | 1/64 фіналу | 1     | 0     | 0     | 1     | 1−4   | 0     |              |
| 1993/94        | Друга         | 11 з 22    | 42        | 16        | 7         | 19        | 43−55     | 39        | 1/64 фіналу | 1     | 0     | 0     | 1     | 0−2   | 0     |              |
| 1994/95        | Друга         | 21 з 22    | 42        | 6         | 11        | 25        | 19−48     | 29        | 1/32 фіналу | 3     | 2     | 0     | 1     | 2−2   | 4     | Розформовано |
| не брав участі |               |            |           |           |           |           |           |           |             |       |       |       |       |       |       |              |
| 1999/00        | Перша         | 17 з 18    | 34        | 6         | 5         | 23        | 25−49     | 23        | —           | —     | —     | —     | —     | —     | —     | Пониження    |
| 2000/01        | Друга Група Б | 13 з 15    | 28        | 7         | 4         | 17        | 18−47     | 25        | —           | —     | —     | —     | —     | —     | —     |              |
| 2001/02        | Друга Група Б | 12 з 18    | 34        | 13        | 7         | 14        | 45−40     | 46        | —           | —     | —     | —     | —     | —     | —     |              |
| 2002/03        | Друга Група Б | 6 з 16     | 30        | 11        | 13        | 6         | 42−25     | 46        | —           | —     | —     | —     | —     | —     | —     |              |
| 2003/04        | Друга Група Б | 11 з 16    | 30        | 10        | 7         | 13        | 35−43     | 37        | —           | —     | —     | —     | —     | —     | —     | Розформовано |
| не брав участі |               |            |           |           |           |           |           |           |             |       |       |       |       |       |       |              |
| 2010/11        | Друга Група А | 6 з 12     | 22        | 10        | 6         | 6         | 27−17     | 36        | —           | —     | —     | —     | —     | —     | —     |              |
| 2011/12        | Друга Група А | 11 з 14    | 26        | 5         | 5         | 16        | 19−20     | 20        | —           | —     | —     | —     | —     | —     | —     | Розформовано |
| не брав участі |               |            |           |           |           |           |           |           |             |       |       |       |       |       |       |              |
| 2019/20        | Друга Група Б | 11 з 11    | 20        | 3         | 4         | 13        | 17-42     | 13        | —           | —     | —     | —     | —     | —     | —     |              |
| Всього         | Друга         | 10 сезонів | 308       | 89        | 75        | 144       | 291−380   | 271       | >3 сезони   | 5     | 2     | 0     | 3     | 3−8   | 4     |              |
| Всього         | Перша         | 2 сезони   | 60        | 6         | 9         | 45        | 39−104    | 21        |             |       |       |       |       |       |       |              |

## Досягнення

### У чемпіонатах України
- Сезони 1992 — 1994/95, 1999/00 — 2003/04: 300 ігор, 77 перемог, 69 нічиїх, 154 поразки, різниця м'ячів 277 — 405.
- Найвище досягнення — 17 місце в першій лізі (1999/00), 
6 місце в другій лізі (2002/03).
- Найбільша перемога — 5:0 («Торпедо» (Запоріжжя) в 2002/03).
- Найбільша поразка — 0:6 («Титан» (Армянськ) в 2000/01).
- Найбільше ігор зіграв — Генадій Щекотилін (113).
- Найкращий бомбардир — Олександр Козакевич — 23 голи.

### У Кубку України
- Турніри 1992/93 — 1994/95, 2000/01: 6 ігор, 2 перемоги, 4 поразки, різниця м'ячів 3 — 10.
- Найвище досягнення — вихід в 1/32 фіналу (1994/95).
- Найбільша перемога — 1:0 («Нива» (Нечаяне) і «Металург» (Нікополь) в 1994/95).
- Найбільша поразка — 1:4 («Артанія» (Очаків) в 1992/93).
- Найбільше ігор зіграв — Георгій Мельников (5).
- По одному голу забили — Олександр Козакевич, Георгій Мельников і Юрій Селезньов.